# تولیما ماوگا
تولیما ماوگا (انگلیسی: Tulima Mauga؛ زادهٔ ۲ ژانویهٔ ۲۰۰۱) بازیکن فوتبال اهل ساموآی آمریکا است.
وی همچنین در تیم‌های ملی فوتبال American Samoa women's national under-17 football team و American Samoa women's national football team بازی کرده‌است.